# (13748) Radaly
(13748) Radaly ist ein Asteroid des Hauptgürtels, der am 25. September 1998 von Astronomen der Spacewatch am Steward-Observatorium (IAU-Code 691) auf dem Kitt Peak in Arizona entdeckt wurde.
Der Asteroid wurde am 14. Juni 2003 nach dem kanadischen Geologen Reginald Aldworth Daly (1871–1957) benannt, der  von 1912 bis 1942 Professor an der Harvard University war und eine 1914 veröffentlichte Theorie magmatischer Gesteine formulierte. Er war ein früher Verfechter von Alfred Wegeners und Arthur Holmes’ Kontinentaldrift-Theorie.